# Julie Winnefred Bertrand
Julie Winnefred Bertrand (16 de setembro de 1891 – 18 de janeiro de 2007) foi uma supercentenária canadense que aos 115 anos e 124 dias, era a pessoa viva mais velha do Canadá, a mulher viva mais velha do mundo e a segunda pessoa viva mais velha do mundo depois de Emiliano Mercado del Toro.

## Biografia
Julie nasceu em 16 de setembro de 1891, em Montreal, Quebec, a filha mais velha de Napoleão Bertrand, e sua esposa Julia Mullins, uma imigrante irlandesa. Quando era uma jovem mulher, Julie foi cortejada pelo futuro primeiro-ministro canadense Louis St. Laurent. No entanto, ela nunca se casou.
Julie trabalhou como vendedora de roupas em Coaticook durante a maior parte de sua vida. Ela residiu no Residences Berthiaume de Tremblay, uma instalação de cuidados de longo prazo em Montreal, durante os últimos 35 anos de sua vida.
Ela se tornou a mulher viva mais velha do mundo em 11 de dezembro de 2006 após a morte da americana Elizabeth Bolden.